# Света Параскева (Авузяни)
Вижте пояснителната страница за други значения на Света Параскева.
„Света Параскева“ (на гръцки: Ναός Αγίας Παρασκευής Βελβεντού) е късносредновековна православна църква в южномакедонския град Велвендо, Егейска Македония, Гърция, част от Сервийската и Кожанска епархия.
Църквата е построена край изворите на река Авузяни (Αβουζιανή), в близост до църквите „Свети Атанасий“ и „Свети Йоан Колибар“. В светилището са запазени повредени средновековни стенописи на Света Богородица Ширшая небес, Благовещение и Преображение Господне. Според археолога Сотирис Кисас фреските датират от XIV век. Църквата е била свързана с византийската кула Палиопиргос, чиито развалини са малко под нея. Към началото на XX век храмът е в руини и тогава е реставриран.